# Geml József
Geml József (Temesrékas, 1858. március 28. – Temesvár, 1929. április 3.) erdélyi magyar emlékíró, helytörténész, Temesvár polgármestere (1914-1919).

## Életútja
A gimnáziumot Temesvárt, jogi tanulmányait Budapesten végezte. 1914. június 15-től 1919. szeptember 4-ig Temesvár polgármestere. Az ún. Bánsági Köztársaság, valamint a szerb és francia megszállás idején is a város élén állt. Tevékeny szerepe volt a Bega-parti város urbanisztikai arculatának, közművesítésének, kereskedelmének, közlekedésének és iparának nagyarányú fejlesztésében, a 20. század eleje modern Temesvárának megteremtésében.

## Irodalmi munkássága
Szerkesztette a Városi Közlöny c. lapot (1898–1914). Az I. világháborút követő években a Temesvári Hírlap és a Temeswarer Zeitung közölte helytörténeti írásait. Emlékiratok polgármesteri működésem idejéből c. könyvében (Temesvár, 1924) átfogó képet nyújtott Temesvár válságos politikai, gazdasági és művelődési életéről az I. világháború s a forradalmak alatt. Helytörténeti forrásmunka Alt-Temesvár im letzten Halbjahrhundert 1870–1920 c. műve (Temesvár, 1927).